# ماريو هارت
ماريو هارت (بالإنجليزية: Mario Harte)‏ (30 أغسطس 1988 بباربادوس - ) هو لاعب كرة قدم باربادوسي في مركز الوسط. شارك مع منتخب باربادوس لكرة القدم. أما مع النوادي، فقد لعب مع Barbados Defence Force Sports Program ‏.

## وصلات خارجية
- ماريو هارت على موقع قاعدة بيانات كرة القدم.إي يو (الإنجليزية)
- ماريو هارت على موقع ناشيونال فوتبول تيمز (الإنجليزية)
- ماريو هارت على موقع Soccerway.com (الإنجليزية)